# Escala Brix
L'escala Brix és una escala areomètrica emprada en la indústria del sucre, els graus de la qual donen el percentatge en pes de sacarosa pura continguda en una solució.
Aquesta escala fou inventada per l'enginyer alemany Adolf Ferdinand Wenceslaus Brix. El símbol del grau Brix és °Bx.